# Haustrinae
Haustrinae is een onderfamilie van weekdieren uit de klasse van de Gastropoda (slakken).

## Geslachten
- Bedeva Iredale, 1924
- Haustrum Perry, 1811